# Teuterekordz
Teuterekordz ist eine deutsche Hip-Hop-Crew aus Berlin-Prenzlauer Berg. Sie besteht aus den fünf Rappern, Dispo, Eddy-T, Lucky, Modus und Sechser und dem Produzenten ArkonaBeats. Bis zu seinem Ausschluss im Dezember 2024 war außerdem der Rapper Beko Teil der Gruppe. Der Name leitet sich vom gemeinsamen Treffpunkt der Mitglieder ab, dem Teutoburger Platz in Berlin.
Die Gruppe behandelt in ihren Veröffentlichungen vorrangig Themen wie Alkohol- und Drogenkonsum, das Leben und Feiern in Berlin und ihre Abneigung gegen das herkömmliche Berufsleben. Sie äußert sich auch politisch und nimmt dabei meist anarchistische und antikapitalistische Positionen ein. Auf der EP Bundespressekonferenz behandelte die Gruppe auch Themen wie soziale Kämpfe, Klimawandel und Polizeigewalt.  Die Crew veröffentlicht ihre Werke unter dem Label Columbia Records und verzeichnet ca. 300.000 monatliche Hörer auf Spotify.
2022 führte ihre „Asozial statt National“-Tour in 8 deutsche Städte sowie nach Zürich und Wien.

## Diskografie

### Alben
- 2021: HUNDERTVIER (feat. Glengang 030 & Tiefbasskommando)
- 2021: 70/30
- 2021: SAUFN RAVN (wers am start?)
- 2022: Kein Nirvana
- 2023: Abfuckboys
- 2024: Zentrum

### EPs
- 2019: Pura Vida
- 2019: Großstadtromantik
- 2019: Total raus
- 2022: Bundespressekonferenz
- 2024:   Teute Mixtape
- 2025:  träum davon[7]
- 2025:   Schicht im Schacht[8]

### Singles
- 2019: T.R. X G.G.
- 2020: Mach'n ein drauf
- 2020: Zweifuffzig für'ne Molle
- 2020: Filmriss
- 2020: Hundertvier (als Single aus dem Album HUNDERTVIER)
- 2020: Strandbad
- 2020: Sauf Sauf (als Single aus dem Album HUNDERTVIER)
- 2021: ALKOHOL BASS PBERG (als Single aus dem Album HUNDERTVIER)
- 2021: Auf Sendung (als Single aus dem Album 70/30)
- 2021: Bud Spencer (als Single aus dem Album 70/30)
- 2021: Vodka Apfelsaft (als Single aus dem Album 70/30)
- 2021: MDMA (als Single aus dem Album 70/30)
- 2021: Vodka Wach
- 2021: Hacke Ey (als Single aus dem Album SAUFN RAVN (wers am start?))
- 2021: Vodka Weihnachten
- 2022: Bundespressekonferenz (als Single aus der EP Bundespressekonferenz)
- 2022: Stille Wasser
- 2022: Delirium
- 2022: Eberswalder Primetime
- 2022: Rhythmus der Nacht
- 2025: U-Bahnschacht  (duet with Die Atzen)[9]
- 2025:  Gott sei Dank[10]
- 2025: Steine auf beton
- 2025: Eis schmilzt[11]